# Roque Saint-Christophe

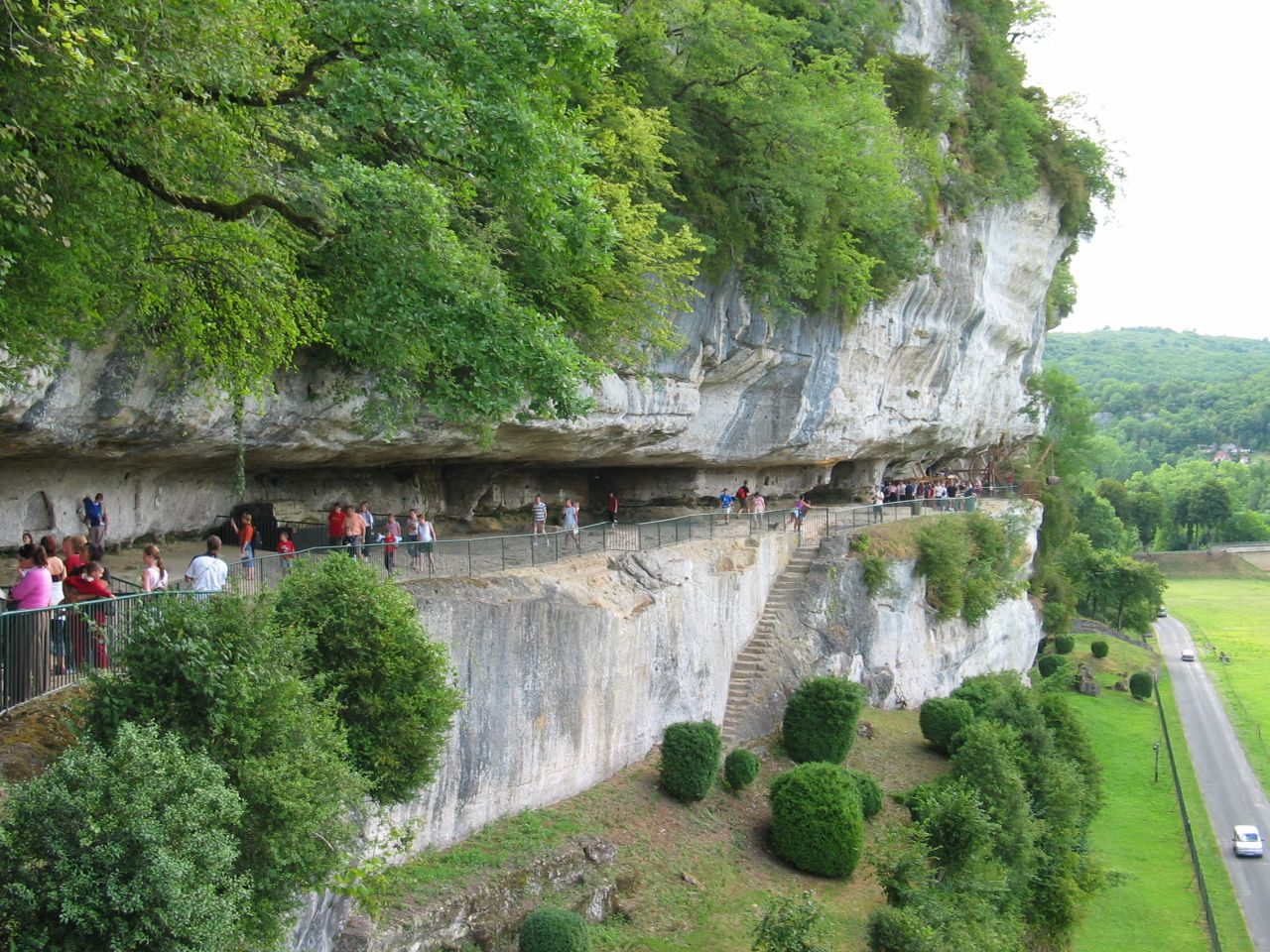

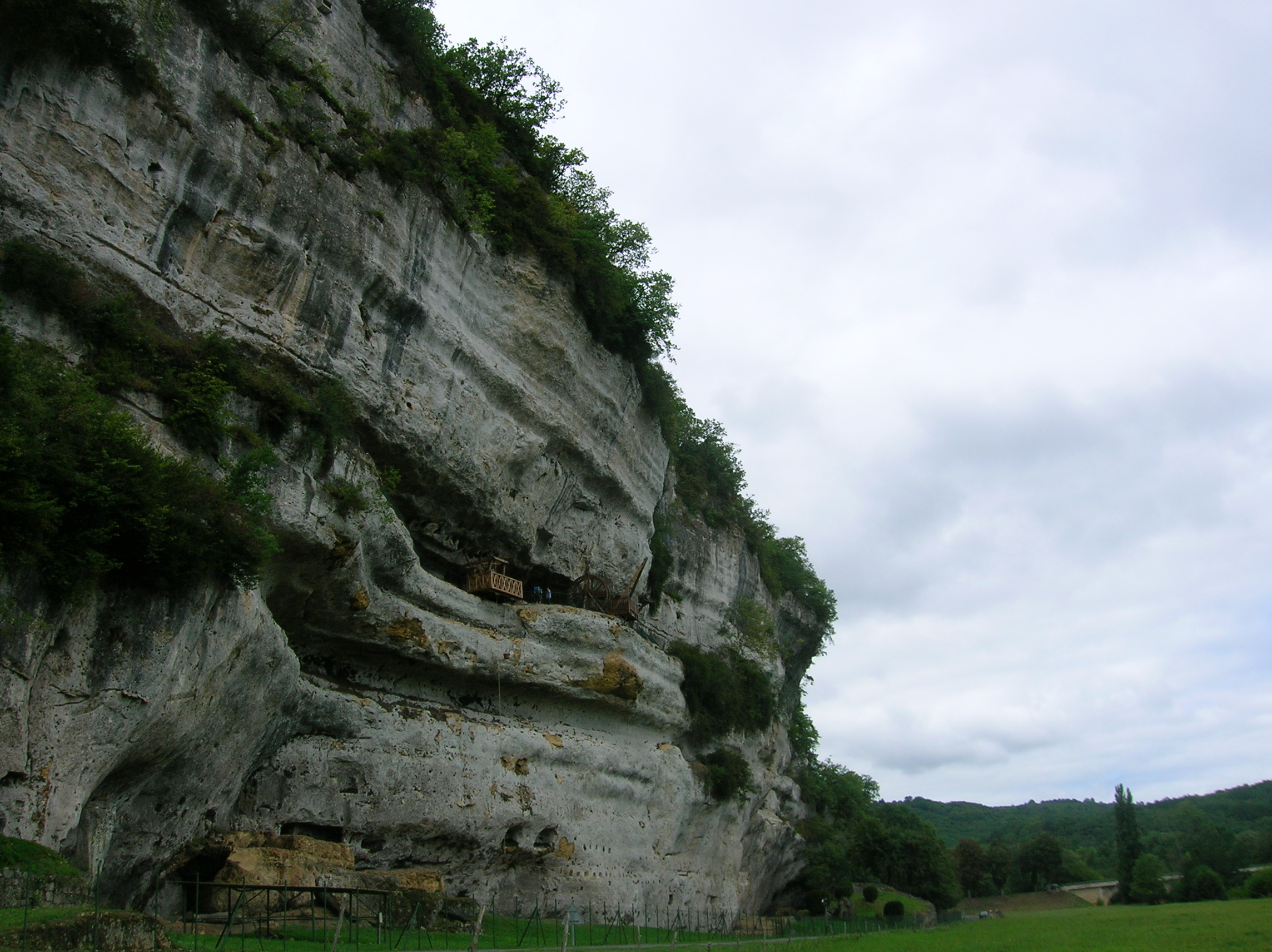

La Roque Saint-Christophe is een grote rots met rotswoningen (abris sous-roche in het Frans) aan de rivier de Vézère, gelegen vlak bij Peyzac-le-Moustier in de Dordogne, aan de D706-weg vanaf Les Eyzies de Tayac, voorbij Tursac in de Dordogne in Aquitanië, Frankrijk. Vlakbij bevindt zich de Abri de la Madeleine. De holen werden bewoond vanaf het middenpaleolithicum.

## Ligging
De klif is een kilometer lang en torent op ongeveer honderd meter hoogte boven de weg en de rivier Vézère uit. De rots heeft vijf terrassen die enerzijds ontstaan zijn door de erosie van het rivierwater 60 miljoen jaar geleden en anderzijds door de inwerking van de vorst op het kalksteen tijdens de ijstijden van het kwartaire tijdperk.

## Geschiedenis
Het is een heel grote rotswoning uit de Moustérien-periode. Er zijn sporen dat er 55.000 jaar geleden al mensen woonden. Er is een skelet ontdekt van een neanderthaler dat ongeveer 40.000 jaar oud is.
De rots heeft in het neolithicum dienstgedaan als schuilplaats. Ook in de ijzertijd leefden er mensen.
Er zijn overblijfselen uit het Gallo-Romeinse tijdperk uit de eerste eeuw van onze jaartelling. Onder de overblijfselen zoals gereedschap zijn ook een gravure van een Madonna en een vis te zien, een bewijs van eerste christenen.
In 976 is de eerste op schrift gestelde geschiedenis als bisschop Frotaire van Périgueux besluit een vesting te bouwen om de in de omgeving wonende bevolking te beschermen tegen de invasies van de Noormannen.
Tijdens de Honderdjarige Oorlog (1337-1453) deed de vesting dienst als vestingstad tegen de Engelsen. 
In de zestiende eeuw werden de stad en de vesting bezet door de protestantse hugenoten. In 1588 beviel de katholieke Franse koning Hendrik III hun uitzetting en de volledige vernietiging van de constructies en de vestingwerken.

## Bezoek
Tegenwoordig laat men zien hoe het leven in de vesting moet zijn geweest. Er worden ook rondleidingen gegeven. Er zijn twintig plaatsen te zien zoals de middeleeuwse bouwplaats, smederij, trommellier (soort lier), steengroeve, wapenzaal en keuken van de vesting. Er is een woning met keuken uit het jaar 1000 gereconstrueerd en een middeleeuwse bouwwerf.